# American kenpo
 (janvier 2010).
Si vous disposez d'ouvrages ou d'articles de référence ou si vous connaissez des sites web de qualité traitant du thème abordé ici, merci de compléter l'article en donnant les références utiles à sa vérifiabilité et en les liant à la section « Notes et références ».

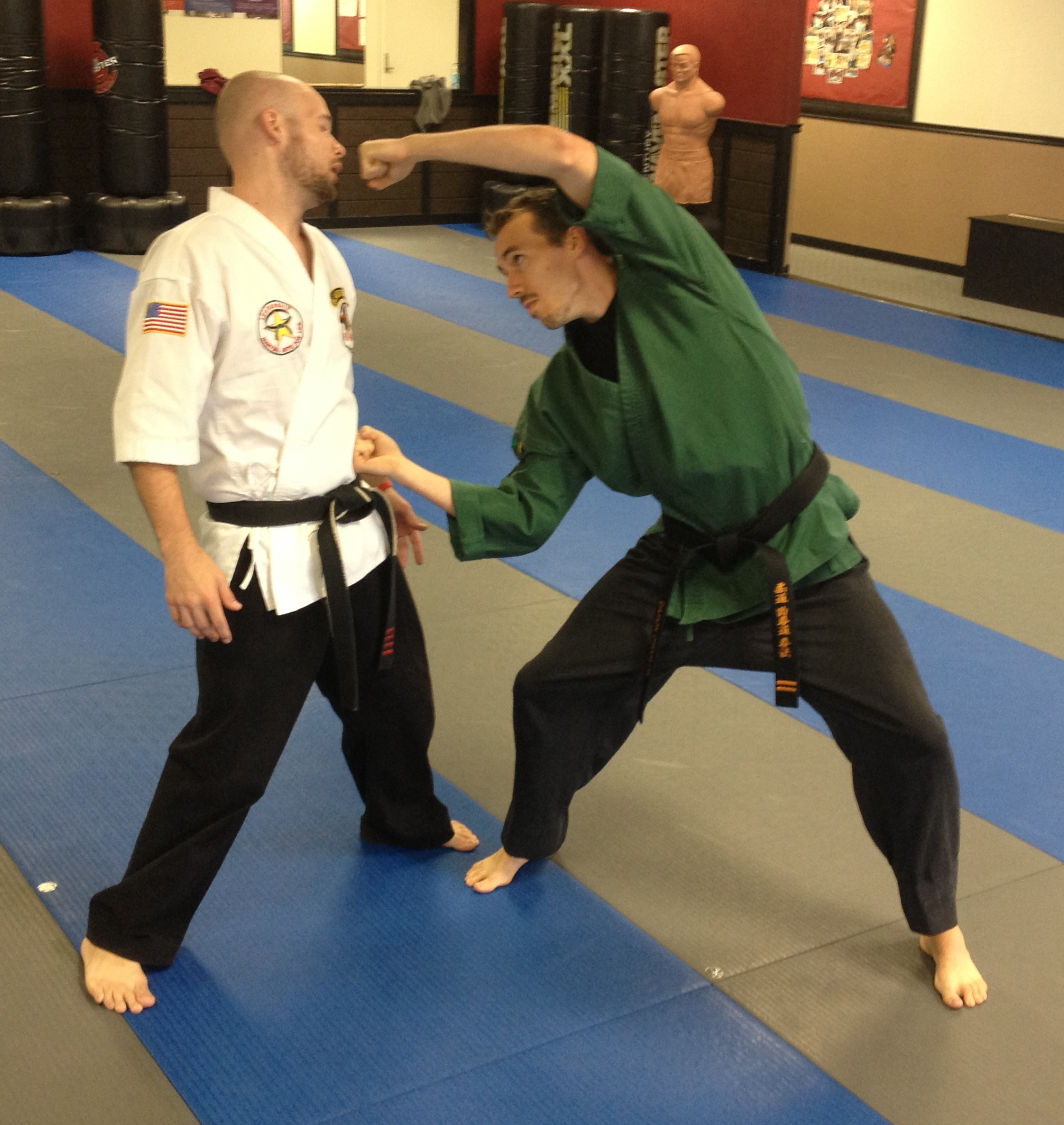

L’American kenpo est, dans son sens littéral, un terme générique désignant un ensemble de systèmes de combat d'origine hawaïenne qui se sont développés aux États-Unis. Cependant, ce terme désigne souvent de manière spécifique le système de combat créé par le grand maître Ed Parker aux États-Unis au milieu des années 1950.
Ce système est souvent désigné sous divers termes tels American kenpo, Ed Parker Kenpo, Kenpo Karaté, Ed Parker American kenpo Karaté (E.P.A.K), etc. En France, les termes souvent utilisés pour sa désignation sont American kenpo ou Kenpo américain. Ce système est né d’une lente élaboration entamée dans le début des années 1950 aux États-Unis par Ed Parker, dans sa volonté d’adapter son art aux situations variées d’agression pouvant survenir dans les rues des villes modernes.

## Histoire
L’American kenpo, dans ses origines lointaines, est issu du Kenpo hawaïen qu’enseignait le Professeur William K.S. Chow. Ce dernier, chinois immigré à Hawaii (aussi surnommé « l'Éclair », tant ses techniques étaient rapides), fut initialement l’élève du maître James M. Mitose, grand maître du Kosho Shorei-Ryū Kenpo (« Kenpo de l’école du vieux pin »). Après avoir acquis des bases de l’école du maître Mitose, le professeur Chow ira explorer les autres systèmes de combat (karaté, jiu-jitsu, boxe, etc.), qu’il intègrera plus tard dans son système de kenpo, qui s’enrichit notamment des techniques d’origine chinoise (Kung Fu Wu Shu chinois) qu’il aurait appris dans son cercle familial.
Celui-ci est structuré à partir de son expérience des situations de combat de rue auxquelles il aura à faire face dans sa jeunesse. Il développera d’ailleurs une réputation de grand combattant. Il formera des pratiquants de valeur qui seront à l’origine de nombreux autres systèmes de kenpo (parmi ceux-ci, le maître Ed Parker, futur fondateur de l’American kenpo, les frères Emperado à l’origine du Kajukenbo, le maître Ralph Castro, à l’origine du {Shaolin Kenpo). Le maître Parker sera initialement formé par Frank Chow, puis plus tard par le professeur William K.S Chow. Il obtient une ceinture noire en Kara-Ho-Kenpo (le système du professeur Chow), ainsi qu’une ceinture noire en judo. D’autre part, il pratique la boxe anglaise dans sa jeunesse. Après son arrivée sur le continent américain, il commence alors une lente élaboration d’un nouveau système de combat fondé sur le kenpo hawaïen appris auprès du professeur William K.S. Chow. Ce système après plusieurs noms successifs, devient l’American kenpo. Ed Parker effectuera de nombreux échanges techniques avec d'autres experts de nombreux systèmes martiaux. Parmi ces experts, on trouve des maîtres de Kung Fu chinois (parmi lesquels le célèbre Bruce Lee qui sera en contact durant huit années avec Ed Parker), et d'autres experts de systèmes moins connus (en Choy Lee Fut, Hung Gar, Tai chi Chuan, Cinq Animaux, mais d’Escrima). Le grand maître Ed Parker a fait évoluer progressivement la structure technique du système. Il dissèquera et peaufinera les formes (Katas), les Sets (petits Katas), Les techniques de défense personnelle. De nombreuses améliorations proviennent d'expérimentations du système par certains élèves du maître Parker dans des situations de combat de rue aux États-Unis. La structure théorique du système, complexe, sera aboutie dès le début des années 1980.

### Évolutions
Après le décès du grand maître Ed Parker dans les années 1990, son système qui se développait autour d'une seule organisation internationale (l'I.K.K.A.), va être scindé. La plupart des grands experts décidèrent en effet de créer chacun leur organisation et d'y développer leur vision personnelle de cet art. L'American kenpo d'Ed Parker est un système très développé aux États-Unis, mais aussi en Amérique latine, en Irlande, en Allemagne et en Grande-Bretagne. La France, initialement en retard dans ce domaine, commence à rattraper son retard. Cet art est en effet diffusé dans quelques régions françaises telles que : le Nord de la France, la région parisienne, le Sud de la France ou les Vosges.
Les organisations les plus en vue dans le monde sont :
- L'A.K.K.I. (American kenpo Karaté International) du grand maître Paul Mills ;
- L’A.K.K.S. (L’American kenpo Karaté Systems) du professeur Jeff Speakman ;
- L’A.K.T.S. (L’American kenpo Training Systems) du maître John Sepulveda ;
- L'U.K.F. l’Universal Kenpo Fédération) du maître Mike Pick ;
- La L.T.K.K.A. (La Larry Tatum Kenpo Karaté Association) du grand maître Larry Tatum ;
- L’U.K.S. (United Kenpo Systems) du professeur Hawkins, (qui organise des séminaires ouverts à tous les pratiquants ;
- W.K.K.A. (Worldwide Kenpo Karate Association) du grand maître Joe Palanzo ;
- F.T.K.A. (Frank Trejo Karate Association) du grand maître Frank Trejo ;
- le grand maître Richard « Huk » Planas (grand connaisseur de la théorie du kenpo) développe également une branche spécifique de l’American kenpo ;
- le grand maître Tom Kelly's (élève et ami direct de Parker qui a développé un des sets approuvés par Parker lui-même) est un des piliers de l'American kenpo.

## Aspects théoriques
L’American kenpo est un système de combat très singulier. À un certain niveau de pratique, il devient une véritable étude du mouvement à travers l’utilisation de principes de concepts qui éclaircissent les pratiquants sur les objectifs à viser pour rendre sa technique plus efficace. Mettre des « mots » sur les éléments à peaufiner permet au pratiquant de s’améliorer sans cesse et de rendre son art plus efficace, mais surtout plus passionnant. On trouve ici le double aspect propre à cet art : étude de techniques de combat dévastatrices, mais aussi étude théorique de principes de combat rendant le travail technique, pratique plus efficient. Ces principes permettent de contrer son adversaire en s’attaquant à ses lignes de force. On applique ces techniques en les rendant plus directes grâce à l’application d’une économie de mouvement qui « gomme » les « blancs », entre les mouvements. L’ensemble des enchainements que l’on effectue, apparaissent sans rupture, continus, fluide. Ces différents principes se fondent sur des disciplines scientifiques telles que l’anatomie (où atteindre l’adversaire, quel effet produire, et comment exploiter la réaction du corps), la géométrie (quels axes suivre pour atteindre de manière plus efficace une zone vitale, comment aligner ses membres lors de l’application des techniques de combat, pour réduire son exposition par rapport à l’adversaire), la physique (utilisation des notions de masse, de rotation, de gravité). Ces principes et concepts ne sont pas une simple théorie, mais bien des fondements rendant la pratique plus efficace.

## Aspects techniques
Techniquement, l'American kenpo se fonde, contrairement à de nombreux autres systèmes de combat, sur la volonté d'adapter le système de combat à la structure corporelle de chaque pratiquant : seules comptent la structure corporelle, les dimensions corporelles de chaque pratiquant. Le système se caractérise par des techniques visant les zones vitales du corps humain.
Les techniques sont enchainées de manière fluide. Les frappes sont nombreuses, améliorent la capacité d’enchainement et l’habileté du pratiquant, mais permettent aussi au pratiquant de rendre sa défense plus réaliste : car on estime que parfois une seule frappe peut s’avérer insuffisante. Ces techniques se fondent sur l'économie de mouvement, et s'appuient sur les réactions de l'adversaire, pour les rendre encore plus efficaces. L’adversaire lorsqu’il subit une défense, se trouve réellement devant un véritable barrage de coups qui le met systématiquement en situation d’impuissance. D’autre part, le système est si sophistiqué qu’il anticipe systématiquement sur un contre involontaire de l’adversaire. Dans certaines situations, l’adversaire peut effectivement parfois réagir de manière involontaire et nous atteindre. On apprend des techniques de défense sur de nombreuses situations variées (attaque dans le dos, clé de bras, poussée, coup de poing, de pied, empoignade de face, attaque à la matraque, au couteau, etc.). Les enchainements techniques s’interconnectent et forment un ensemble harmonieux : chaque pratiquant peut ainsi progressivement construire sa propre technique, et après assimilations des concepts clés, il est alors capable de réadapter sa technique aux situations toujours variées et parfois imprévisibles de défense personnelle. La structure technique permet au pratiquant de se construire un arsenal technique, à travers le travail d’éléments suivants :
- des techniques de base (équivalent au kihon du Karaté) ;
- des échanges techniques souples (proches du kumité du karaté) ;
- le travail des formes et sets de base (équivalent au « katas » du karaté, mais en kenpo, les formes ne sont là que pour aider le corps à absorber les principes-clés de l’art).

Il ne s’agit aucunement d’un combat contre plusieurs adversaires comme habituellement envisagés. Dans la structure de l’art, on trouve trois formes courtes et huit formes longues (la forme sept, étant la forme des doubles bâtons courts, et la huit, la forme des doubles couteaux. Les sets (petites formes) permettent quant à eux de se focaliser sur des aspects précis de l’art (travail des positions, des blocages ou des frappes de base). Cependant, certaines branches comme l’A.K.K.I (l’American kenpo Karaté International) se focalisent sur quatre formes à mains nues (certaines travaillées à un niveau de base et à un niveau avancé) et l’étude des situations de défense personnelle (ou et comment atteindre les zones vitales adverses selon les situations, et selon son positionnement).

## Travail des armes blanches
Le système classique (L’Ed Parker American kenpo d’origine) enseigne aussi, à un niveau avancé, des techniques d'armes telles que les bâtons courts (doubles bâtons) et les couteaux. Dans certaines branches telles que l’A.K.K.I (American kenpo Karaté International), on trouve un véritable système d’armes parfaitement structuré et qui se fonde sur le travail à mains nues initial. On y apprend des « drills » (exercices en solo ou à deux), des formes et sets, mais aussi des techniques de combat, bâton contre bâton et mains nues contre bâton, couteau contre couteau et mains nues contre couteau). Dans le programme de défense personnelle de base, on trouve cependant déjà un certain nombre de techniques de défense contre des attaques armées dans des angles variés.

## Aspects philosophiques
L’American kenpo (comme c’est d’ailleurs le cas de toutes les voies martiales) peut devenir, pour un pratiquant passionné, un véritable mode de vie. Cette philosophie tourne autour de l’esprit du tigre et du dragon : les deux animaux mythiques des arts martiaux chinois. Le Tigre représente les réactions primitives, la forme physique à développer, et le dragon, les aspects mentaux et spirituels, qui, lorsqu’ils sont maitrisés, permettent d’atteindre les niveaux supérieurs de l’art.
Durant son cheminement technique, un certain nombre de préceptes (« the pledges ») permettent au pratiquant passionné de tendre vers cette maîtrise. D’autre part, le grand maître Ed Parker a écrit un ouvrage important : « Zen of Kenpo ». Ce livre est en fait un recueil de conseils compréhensibles à plusieurs niveaux, et touchant tous les aspects de la vie quotidienne. Il peut servir de guide au pratiquant le désirant, et lui permettre d’aborder ces aspects spirituels de l’art.

## Autres livres, «DVDthèque» et «Vidéothèque»
- Larry Tatum Kenpo DVD - Free Style Kenpo Karate
- Dynamic Kenpo - Lines and Circles with Larry Tatum
- Engineer of Motion DVD (by Larry Tatum)
- The Kenpo Sets with Master Larry Tatum (Striking Set #1 Striking Set#2 Blocking Set #1 Blocking Set #2 Coordination Set #1 Coordination Set #2 Stance Set #1 Stance Set #2 Finger Set #1 Finger Set #2)
- Adams, Brian. Deadly Karate Blows: The Medical Implications. Unique Publications.
- Bachman, Lee. The Edge: How to Not Become a Victim. Bachman Publishing.
- Bachman, Lee. Evolution of Kenpo. Bachman Publishing.
- Bachman, Lee. Kenpo Foundations. Bachman Publishing.
- Bachman, Lee. Kenpo Logic: Overcoming Multiple Attackers. Bachman Publishing.
- Bachman, Lee. Kenpo Physics: The Science of Motion. Bachman Publishing.
- Bachman, Lee. Kenpo Theory: The Why. Bachman Publishing.
- Bachman, Lee. Quantum Kenpo: Pulling the Pieces Together. Bachman Publishing.
- Hancock, Skip. Mastering Kenpo: The Path to Excellence.
- LaTourette, John. The Master's Guide to Kicking.
- LaTourette, John. Mental Training of a Warrior.
- LaTourette, John. Secrets to American Kung Fu.
- LaTourette, John. Warrior's Guide to Knife Fighting.
- McSweeney, John. Battleaxe: A Warriors Tale.
- Sanders, Steve and Williams, Donnie. Championship Kenpo.
- Tatum, Larry. Confidence: A Child's First Weapon
- Wedlake, Lee Jr. Further Insights into Kenpo. Lee Wedlake Karate Studios.
- Wedlake, Lee Jr. Kenpo Karate 101: What Every Beginner and Black Belt Should Know. Lee Wedlake Karate Studios.
- Wedlake, Lee Jr., with Planas, Richard. Kenpo Karate 201: The Basic and Exercise Forms: Short and Long 1 / Short and Long 2. Lee Wedlake Karate Studios.
- Will, Jay T. Kenpo Karate for Self Defense.
- Williams, Sascha. The Book of Sparring Drills.
- Williams, Sascha. Kenpo Karate: The art of Spontaneity. WKK Publications.
- Williams, Sascha. Kenpo Karate for Young Students. WKK Publications.

### Vidéos (VHS & DVD)
- Bachman, Lee. Kenpo Wise Video Series - 6 tapes on mass attacks, basics, weapons, etc.
- Bulot, Tim. 16 Tapes on grafting, sticks, techniques and training to survive.
- Epperson, Leroy W. Dynamic Kenpo Nunchuku.
- Fowler, Rick. Six Tapes on advanced Kenpo drills and the extensions to the techniques.
- German, David. Kenpo TAI Series
- Hancock, Skip. Kenpo 2000 Video Series. (33 Videos)
- IKCA. Karate Connection. (Their series of 7 videos for requirements.)
- Kelley, Sean P. Kenpo for Kids.
- Kelley, Sean P., Hebler, Dave, Wheeler, Martin. The Guardian. Kicnjab Productions.
- Lambert, Mike. Knife Fighting with Kenpo Principles.
- Lambert, Mike. 12 Tapes on Basics, Self-Defense, Forms, Extensions.
- Maughn, George. 5 technique vidéos.
- Parker, Edmund K. 2 Tapes of a Seminar from 1982 or so.
- Planas, Richard Huk. Video Series on Kenpo Principles and Concepts.
- Rebello, Joe. Featuring Mr. Speakman, Mr. Planas, Mr. Trejo, Mr. Wedlake, Lotus Video.
- Sanchez, Ron. Survival Mindset Seminar.
- Sasaki, Jody. Kenpo Video Series- Century Martial arts
- Spry, Steve. American kenpo Videos.
- Sullivan, Chuck and Parker, Edmund Jr. Vintage Kenpo.
- Tabatabai, Mohamad. Kenpo Techniques tapes- Century Martial arts
- UKKA. 12 technique videos and 12 forms videos.
- Wedlake, Lee Jr. Lee Wedlake's Kenpo Karate.
- Wheeler, Martin. Kenpo Fighter's Series.

White, Bob. American kenpo Fighting Techniques.
- Whitson, Zach. Kenpo Counterpoint. (2 DVD)
- Will, Jay T. Black Belt Karate.

### Liens utiles
- « Académie Française d'American Kenpo AKKI », sur americankenpofrance.com, 9 septembre 2012 (consulté le 3 décembre 2013)
- « American kenpo karate France », sur americankenpo.fr (consulté le 3 décembre 2013)
- « Portail francophone de l'American Kenpo », sur americankenpofrance.com (consulté le 3 décembre 2013)
- « Kenpo Karate Académie - Attiches », sur academie-kenpo.fr (consulté le 6 juin 2017)